# Ada (Ghana)
Ada – miasto i stolica dystryktu Dangbe East w regionie Wielka Akra w Ghanie, leży na wybrzeżu Oceanu Atlantyckiego, na wschód od Akry, na estuarium rzeki Wolty. Miasto znane z pięknych plaż i miejsc do uprawiania sportów wodnych, między innymi windsurfingu.
Ada składa się z trzech znacznie od siebie oddalonych osiedli: Big Ada, Ada Foah i Ada Kasseh.
W roku 1992 w uznaniu za humanitarną pracę Isaac Hayes został koronowany na honorowego króla dystryktu.